# Med andra ord
Med andra ord (förkortat MAO) är en svensk litterär tidskrift om översättning som utges av Översättarcentrum.

## Historia
Översättarcentrum publicerade medlemsbladet ÖC-nytt från och med 1986. På initiativ av Ann Björkhem, Örjan Björkhem och Thomas Grundberg lanserade nätverket Översättarna i Sydsverige publikationen Med andra ord, som hade tydligare tidskriftskaraktär än ÖC-nytt. År 1998 blev Med andra ord Översättarcentrums medlemstidskrift.
Tidskriften utsågs till Årets kulturtidskrift 2013 och juryns motivering löd:
"Med översättningen som utgångspunkt lyckas redaktionen för Med andra ord med konststycket att få vad som kan tyckas vara en angelägenhet endast för de närmast sörjande att kännas oumbärlig. I tunna och till synes anspråkslösa nummer avhandlas såväl bruket av skiljetecken som metaforer och med språk- och tolkningsfrågor i centrum görs ett antal djupdykningar i intressanta internationella författarskap."

## Redaktörer
- 1993–2000: Thomas Grundberg
- 2000–2001: Niklas Darke
- 2001–2005: Lisa Mossfeldt Scheltdorf
- 2005–2022: Viktoria Jäderling[1]
- Sedan 2022: Jenny Aschenbrenner